# Vinci (raketmotor)
Vinci är en raketmotor som utvecklas av ESA och ska användas på det övre steget i Ariane 6. 

## Översikt
Vinci är en raktetmotor med expandercykel som drivs av flytande väte och flytande syre. Den största förbättringen mot motorns föregångare, HM7B, är att den går att återstarta fem gånger. HM7B kan endast startas en gång. Vinci är också den första europeiska expandercykelmotorn, vilket tar bort behovet av en gasgenerator för att driva bränslepumparna.

## Utveckling
Vidareutvecklingen av ett nytt övre steg till Ariane 5-rakteten pausades 2003, dock fortsatte utvecklingen av ny motor till detta steg efter det. Om än i minskad takt. 22 december 2006 meddelades att det skulle ske tester, både för långa tänkdningar och återtändning, av ESA:s nya raktermotor. 
Sent i april 2010 meddelade Tyska centret för rymd- och luftfart att de skulle genomföra en sex månader lång testkampanj av Vinci-motorn vid deras anläggning i Lampoldshausen. Det första lyckade testtändningen av motorn skedde 27 maj 2010. En video på detta släpptes 2016. 
2014 meddelades det att NASA var intresserade att använda Vinci istället för RL10-motorerna i sista steget i SLS. Vinci erbjuder 64 % högre dragkraft till samma specifika impuls, vilket hade gjort att NASA hade kunnat minska antalet motorer i sin farkost. Någont som hade minskat komplexiteten och kostnaden. Någon integrereing av Vinci i SLS har dock inte blivit verklighet. 
I juli 2017 meddelade ArianeGroup att de påbörjat tillverkningen av de första motorerna ämnade för flygning.